# Chile de árbol

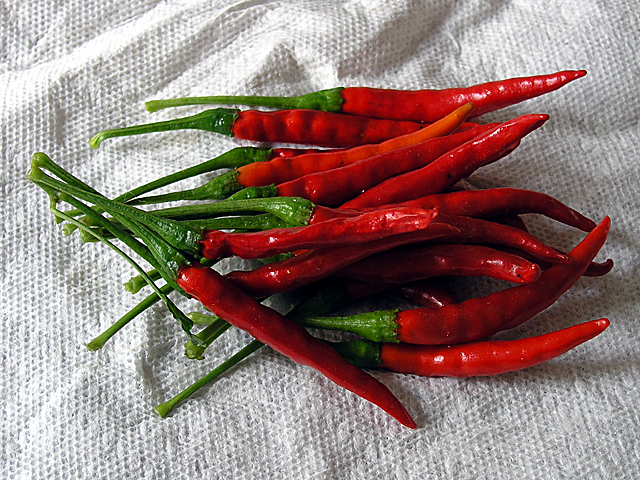
Chile de árbol fresco

El chile de árbol es una variedad del chile (Capsicum annuum) originaria de México y Centroamérica. Este es uno de los chiles secos más utilizados en la gastronomía mexicana, especialmente en salsas. Aunque es menos común, también se puede utilizar el chile en su versión fresca. Se caracteriza por un sabor picante y buen aroma.
Aunque el chile de árbol es nativo a México, está estrechamente relacionado con los chiles ojo de pájaro y cayena, variedades de chile que prevalecen en todo el mundo. De hecho, se suelen llegar a confundir entre ellos, y ciertas fuentes los citan como que uno deriva del otro, aunque esto se desconoce con exactitud.
Una variedad de chile de árbol originaria de Yahualica, Jalisco, está protegida con una Denominación de Origen (DO). El chile de Yahualica es, por lo tanto, una de las dieciocho denominaciones de origen mexicanas. En la Huasteca y Totonacapan, regiones en el norte del estado de Veracruz, existe un chile muy similar al chile de árbol denominado pico de pájaro, que es un chile serrano seco.

## Características
Posee una forma muy alargada y triangular, pudiendo medir alrededor de 7-10 cm de largo y 1-4 de ancho. Al madurar, su color se torna de verde a rojo. Una vez seco, es rojo intenso y brillante, a veces oscuro, y su piel es fina y tersa. Su pungencia varía entre los 10 000 y los 30 000 SHU, es decir, de picante a muy picante.

## Terminología
Al chile de árbol se le denomina así porque las plantas de esta variedad crecen mucho más alto, en promedio, que las demás variedades de chile (aunque realmente no son un árbol, sino un arbusto o planta herbácea). Puede llegar a alcanzar una altura de 1.2 metros.
También puede encontrarse el chile de árbol con otros nombres locales, según la región: chile alfilerillo, pico de pájaro o cola de rata, en referencia a su forma alargada; chile bravo, en referencia a su pungencia; también chile sanjuanero, y en náhuatl como cuauhchilli («chile de árbol», forma aglutinada de cuauhuitl «árbol» y chilli «chile»).

## Cultivo
Se cree que el origen de esta variedad podría estar en la región de Los Altos, en Jalisco. El cultivo de chile de árbol se da principalmente en El Bajío y el Altiplano norte, es decir, los estados de Aguascalientes, Jalisco, Nayarit, Sinaloa y Zacatecas. La cosecha se da, aproximadamente, a los noventa días de plantarse, y necesita de 18 a 32 °C para poder germinar.

## Uso culinario
El chile de árbol posee un sabor ahumado y ligeramente nogado (es decir, que recuerda a frutos secos, como la nuez). Es una variedad muy picante y se suele combinar con otros chiles secos para elaborar salsas de mesa. También se agrega a ciertos guisos para aportar sabor. En algunos mercados y supermercados venden este chile en polvo.

### Salsa de chile de árbol

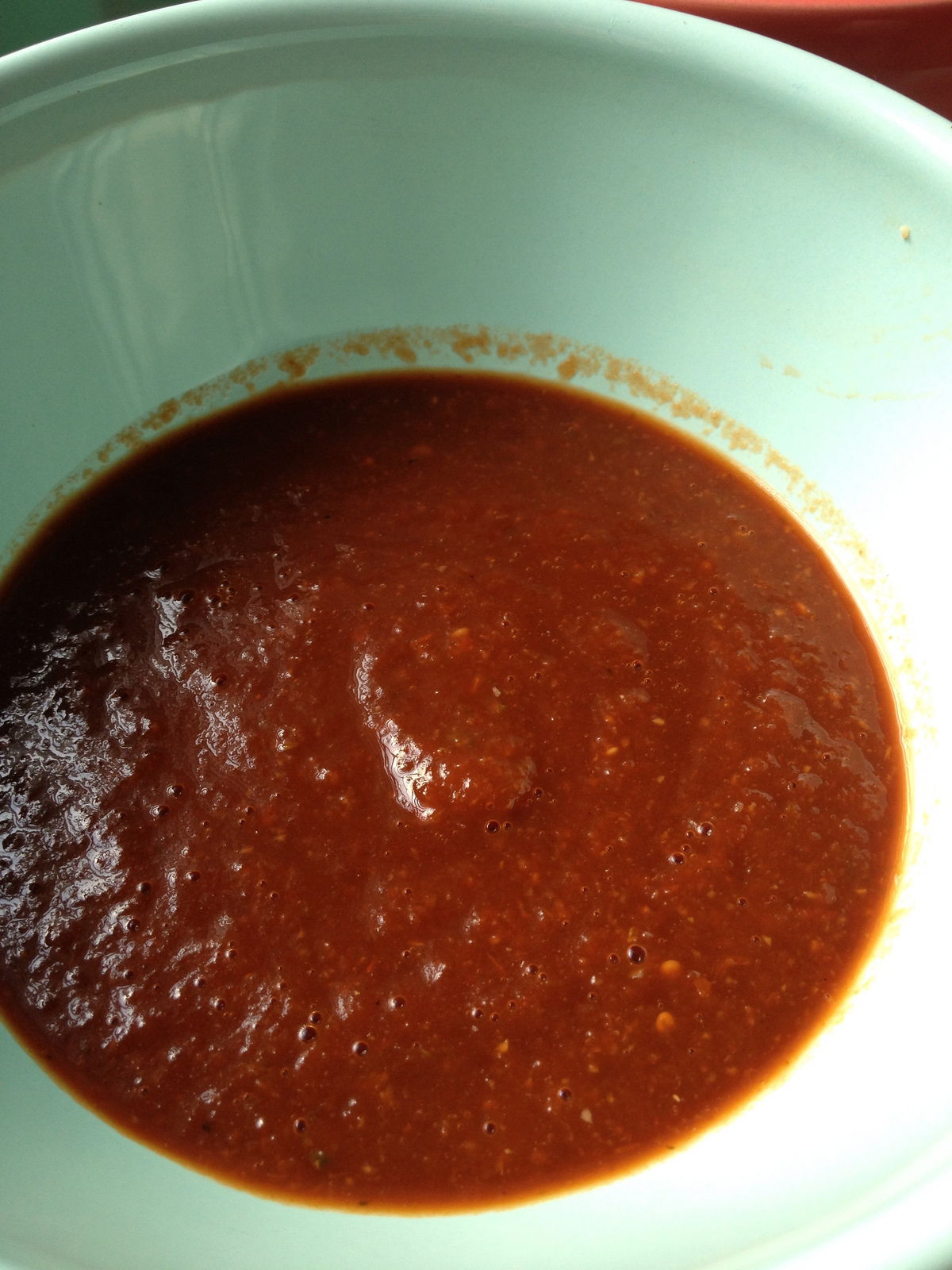
Salsa de chile de árbol

Existen diferentes recetas de salsa roja a base de chile de árbol, que varían en ingredientes y procedimientos según cada región (incluso, según cada hogar). Aparte del chile, suelen incluir tomates verdes y ajo que se tateman en un comal para luego molcajetearse o bien, licuarse con agua y sal. Si a esta salsa se le agregan semillas de ajonjolí (sésamo) y/o cacahuates, entonces estaremos preparando una salsa macha. Se pueden combinar con otras variedades de chiles secos como pasilla o guajillo.
Es una salsa muy común como acompañamiento para tacos (por ello, se conoce como «salsa taquera») y otros antojitos, y se consume principalmente en el centro del país.